# Albert Reibmayr (Mediziner)
Albert Reibmayr (* 1848 in Meran, Grafschaft Tirol, Kaisertum Österreich; † 6. Oktober 1918 in Sarnthein (Sarntal)) war ein in Österreich tätiger Arzt. Als Schriftsteller befasste er sich seit den 1880er Jahren mit medizinischer Massage und heilpraktischen Fragen, seit den 1890er Jahren mit Humanbiologie, Sozialhygiene und Anthropologie sowie mit Kultur- und Rassentheorie.

## Leben
Als Südtiroler studierte Reibmayr zunächst an der Universität Innsbruck Medizin. 1867 wurde er im Corps Athesia recipiert. Er wechselte an die Universität Graz, wo er zum Dr. med. promoviert wurde. Bis 1875 wirkte er als Militärarzt am Garnisonsspital Nr. 10 in Innsbruck. Laut Titeln seiner Schriften praktizierte er ab 1880 als Kurarzt in Wien, in Bad Ischl, Meran und Brixen. Seine Ehefrau (1850–1921) war eine geborene Dierzer von Traunstein aus Linz (Oberösterreich). Sie gebar am 20. April 1881 in Linz den Sohn Albert, der ein Maler und Grafiker wurde. Ein Porträt seines Vaters spendete der Sohn 1922 dem Oberösterreichischen Landesmuseum.

## Theorien
Reibmayrs erwarb durch Schriften und praktische Kurse den Ruf eines Protagonisten der medizinischen Massage, ehe er sich biologistischen Konzepten zuwandte. In seiner 1897 veröffentlichten Schrift Inzucht und Vermischung beim Menschen trug er – zunächst ohne einen rassentypologischen Aspekt – eine biologische Soziallehre vor, worin er Inzucht und „Vermischung“ als entscheidende Mechanismen des sozialen und kulturellen Fortschritts sowie als biologische Erklärung für das Auftreten historischer Zyklen darstellte. Eine „Kaste“ der Herrschenden und Kulturschaffenden („Inzuchtkaste“) würde sich durch das Verbot der Ausheirat biologisch absichern und trotz hochgezüchteter Anlagen so – ohne „biologischen Nachschub“ – degenerieren, was sich in zunehmender Anfälligkeit für Tuberkulose und Wahnsinn zeige. Zwar könne die „Inzuchtkaste“ ihre Herrschaft noch eine gewisse Zeit künstlich aufrechterhalten, doch fiele sie letztlich infolge von Bürgerkrieg und Revolution in sich zusammen. Danach würden ihre hochgezüchteten Anlagen wieder in den natürlichen Prozess der Auslese gelangen. Um dem zu entgehen, empfahl Reibmayr die „Vermischung“ als „Heilmittel der Natur gegen die Degeneration“. Durch „Vermischung mit einem noch gesunden, mit unverdorbenen Wurzelcharakteren und Gefühlen versehenen Blute“ seien degenerierende Familien, Kasten und ganze Völker aufzufrischen, wohingegen der Zustrom gleichfalls degenerierenden Blutes einer „Blutvergiftung“ gleichkäme. Günstig sei die „Vermischung“ mit einem „aufstrebenden Naturvolk“, auch wenn es auf dem Weg zu neuer „Culturblüthe“ dann zu vorübergehender „Barbarei“ komme.
Seine biologische Züchtungslehre entwickelte Reibmayr – unter Verwendung rassentypologischer Annahmen – in der 1908 veröffentlichten Schrift Die Entwicklungsgeschichte des Talentes und Genies zu einem Konzept des „arischen Genies“ fort: Die Mischung von „Inzuchtblut mit hochgezüchteten Charakteren“ aus verschiedenen Quellen verursache „in der talentierten Erbschaftsmasse“ eine Art „Gärung“, und daraus entstehe „das, was wir eine geniale Anlage nennen“, aus welcher bei entsprechend förderlichen sozialen Verhältnissen „ein echtes Genie“ erwachse. Ein geringer Abstand der Arten und Zuchtlinien begünstige dabei den Zuchterfolg im Sinne eines Luxurierens. Wenn aber die Zuchtlinien zu weit abstehen, könne „eine gegensätzliche Abschwächung oder gar Aufhebung der für das Genie wichtigen Wurzelcharaktere und Gefühle“ den Zuchterfolg verhindern. Schlechte Rahmenbedingungen für einen Zuchterfolg und eine Tendenz zum „Blutchaos“ schrieb Reibmayr den Metropolen der Großreiche zu, wo es zu einer fortdauernden Vermischung komme, was dazu führe, dass aus den Kombinationen Genies erwüchsen, deren innere Heterogenität und deren naturgemäßer liberal-kosmopolitischer Hang sich im engeren Vaterland „geradezu zerstörend und schädigend“ auswirke. Um das „fast epidemische Auftreten des pathologischen und verkommenen Talentes und Genies“ zu vermeiden, müsse ein Volk sich erfolgreich abschirmen. Dies gelänge durch natürliche Schutzwälle wie Gebirge, Meere, Flüsse und Wüsten sowie durch sesshafte Lebensweise. In diesem Zusammenhang stellte Reibmayr das sesshafte Bauerntum des „Ariers“ – darunter verstand er Germanen, Kelten und Slawen – der nomadisierenden Lebensweise des „Semiten“ gegenüber. Weil Letzterer den Ackerbau abgelehnt und seit Urzeiten als Strafe empfunden hätte, sei die „große gegenseitige Abneigung der beiden Rassen und die daraus resultierende Feindschaft“ entstanden, welche sich „wie ein roter Faden durch die ganze Geschichte der Kulturmenschheit“ ziehe. Aufgrund seiner negativen Beurteilung des Nomadentums riet Reibmayr dem auf keltische und germanische Wurzeln zurückblickenden „Arier“ zur „Vermischung“ mit Slawen ab, denn „der asiatische, nomadische Bluteinschlag“ sei bei dieser östlichen Gruppe unzweifelhaft und zeige sich „in zersetzenden, zerstörenden Trieben“. Innerhalb Deutschlands konstatierte Reibmayr drei „Züchtungszonen“ für Genies. Das „Zentrum der deutschen Vollblutcharaktere“ sei das mittlere Gebiet zwischen Rhein und Elbe. Diesem Gebiet schlösse sich westlich und südlich der „alten Römerlinie“ eine weitere Zone an. In prekärer Grenzlage zum slawischen Osten befände sich östlich der Elbe schließlich eine dritte, weniger begünstigte Zone.
Im Sinne seiner Theorien charakterisierte Reibmayr den Philosophen Friedrich Nietzsche als Genie mit „polnisch-deutscher“ und „aristokratisch-bürgerlicher Blutmischung“. Dieser sei das Erzeugnis einer „Nationen- und Ständemischung“, ein „typisches Beispiel“ von „Talenten und Genies einer Degenerationsperiode“.
Die von Reibmayr entwickelten Konzepte von Züchtung, Genie und Rassen bildeten einen Bezug und eine Grundlage für Schriften von Houston Stewart Chamberlain, Ernst Kretschmer, Wilhelm Lange-Eichbaum, Herman Lundborg und William McDougall.

## Schriften
- Unter der Herrschaft des Messers. Ein Mahnwort von einem Freunde der leidenden Menschheit, Wien 1882
- Die Massage-Behandlung. Populär dargestellt, Wien 1883
- Die Technik der Massage, Toeplitz und Deuticke Verlag, Wien 1884
- Ischl als Terrain-Curort, Wien 1886
- Erfahrungen über Terraincuren. In: Wiener Medizinische Blätter, 1888, S. 295
- Die Massage und ihre Verwerthung in den verschiedenen Disciplinen der praktischen Medicin, Franz Deuticke Verlag, Leipzig und Wien 1889 (Digitalisat)
- Die Unterleibs-Massage. Mit specieller Berücksichtigung der Massage und Heilgymnastik in der Gynäkologie, Franz Deuticke Verlag, Leipzig und Wien 1889
- Der Praktiker, Franz Deuticke Verlag, Leipzig und Wien 1893
- Die Ehe Tuberculoser und ihre Folgen, Franz Deuticke Verlag, Leipzig und Wien 1894 (Digitalisat)
- Inzucht und Vermischung beim Menschen, Franz Deuticke Verlag, Leipzig und Wien 1897 (Digitalisat)
- Die Immunisirung der Familien bei erblichen Krankheiten (Tuberculose, Lues, Geistesstörungen). Ein Wort zur Beruhigung für Aerzte und Gebildete. Franz Deuticke Verlag, Leipzig 1899
- Ueber den Einfluß der Inzucht und Vermischung auf den politischen Charakter einer Bevölkerung. In: Ludwig Woltmann, Hans K. E. Buhmann (Hrsg.): Politisch-anthropologische Revue, 1 (1902), Nr. 1, S. 21–37
- Die körperliche Schädigung der heutigen studierenden Jugend. In: Ludwig Woltmann (Hrsg.): Politisch-anthropologische Revue. 3 (1904/1905)
- Die biologischen Gefahren der heutigen Frauenemanzipation. In: Ludwig Woltmann (Hrsg.): Politisch-anthropologische Revue. 5 (1906/1907), S. 445–468
- Ueber den Einfluß der Blutmischung auf die Charakterzucht hervorragender Männer. In: Ludwig Woltmann (Hrsg.): Politisch-anthropologische Revue. 6 (1907/1908), Nr. 2, S. 127–145
- Die Entwicklungsgeschichte des Talentes und Genies, 2 Bände, J. F. Lehmanns Verlag, München 1908 (Digitalisat)
- Die Entwicklungsgeschichte der wichtigsten Charaktere und künstlerischen Anlage der hamito-semitischen Rasse. In: Ludwig Woltmann (Hrsg.): Politisch-anthropologische Revue, 9 (1911), S. 609–625
- Die Züchtung des religiösen Talents und Genies im israelitisch-jüdischen Volk. In: Ludwig Wortmann (Hrsg.): Politisch-anthropologische Revue, 10 (1911), Nr. 4/5, S. 169–192, 240–260
- Die wichtigsten biologischen Ursachen der heutigen Landflucht. In: Archiv für Rassen- und Gesellschafts-Biologie, Band VII (1911), S. 349–376
- Der Einfluß der wirtschaftlichen Verhältnisse auf das Schicksal der Rassen und Völker und auf den politisch-historischen Ausmerzeprozeß derselben. In: Archiv für Rassen- und Gesellschaftsbiologie, einschließlich Rassen- und Gesellschaftshygiene, J. F. Lehmanns Verlag, München 1937, Band 31, Heft 6, S. 473–482 (posthume Veröffentlichung)